# 二語十
二語 十（にご じゅう）は、日本の男性ライトノベル作家。福岡県出身・在住。

## 概要
第15回MF文庫Jライトノベル新人賞の最優秀賞を受賞、その後デビューした。
名前の由来は、直木三十五のペンネームの由来が年齢の「35」だったことから、当時25歳だった為「二十五」にし、イキり過ぎだと思い「二語十」に変更したから。

## 来歴
大学受験に失敗して浪人していた頃、よく通っていた本屋で余り普段入らなかったラノベコーナーに入り、PVで見たことのあった『俺の妹がこんなに可愛いわけがない』を手に取り、ラノベにどっぷりハマった。その後、次第に自分でもラノベを書き始めていったという。大学3年生の時、初めて公募への応募を行うが結果は残せず、しかしその後も、落選が続きながらも応募し続けていた。
『冴えない彼女の育てかた』に影響を受け、大学卒業後は同人サークルを作ってコミックマーケットなどのイベントに参加していた。それから約2年後、「商業で結果を出したい」という思いから、再び公募に向けて執筆に取り組み始める。
2018年12月31日、『探偵はもう、死んでいる。』を第15回MF文庫Jライトノベル新人賞に応募。その後最優秀賞を受賞し、2019年11月にMF文庫Jよりラノベ作家デビューする。本作は、2020年にラノベ好き書店員大賞の文庫部門を受賞した。
2021年1月20日、『探偵はもう、死んでいる。』のアニメ化が発表された。

## 人物
ラノベやマンガ、アニメ、ゲームなどが好きであり、特にラノベに関しては、『俺の妹がこんなに可愛いわけがない』、『やはり俺の青春ラブコメはまちがっている。』、『冴えない彼女の育てかた』などのラブコメをよく読んでいる。一番多く割合を占めるのはMF文庫Jだという。
他には、お笑い、スポーツ観戦、喫茶店、大乱闘スマッシュブラザーズシリーズ、ファミリーレストラン、CoCo壱番屋、野球、ミスタードーナツ、猫が好きだという。アイカツ!のファンでもある。

## 作品
ライトノベル
- 探偵はもう、死んでいる。（MF文庫J、2019年 - 、既刊13巻）

縦型アニメ
- ラノベアニメ『傷心タイムリープ』（2025年） - 原作・シリーズ構成・脚本